# Rugiloricus manuelae
Espèce
Rugiloricus manuelae est une espèce de loricifères de la famille des Pliciloricidae.

## Distribution
Cette espèce a été découverte dans des sédiments récoltés entre 200 et 600 m de profondeur dans le golfe de Gascogne à quelques kilomètres des côtes de la Cantabrie et des Asturies.

## Description
Le mâle holotype mesure 285 µm de long et 115 µm de large.

## Étymologie
Cette espèce est nommée en référence à Manuela Mayo, l'épouse de Fernando Pardos Martínez.

## Publication originale
- Pardos & Kristensen, 2013 : First record of Loricifera from the Iberian Peninsula, with the description of Rugiloricus manuelae sp. nov., (Loricifera, Pliciloricidae). Helgoland Marine Research, vol. 67, no 4, p. 623-638.